# Olibrus pallidulus
Olibrus pallidulus is een keversoort uit de familie glanzende bloemkevers (Phalacridae). De wetenschappelijke naam van de soort werd in 1858 gepubliceerd door Victor Ivanovitsch Motschulsky.